# Марлен Жобер
Марле́н Жобе́р (на френски: Marlène Jobert) е френска актриса и писателка, носителка на „Сезар“ и две награди „Давид на Донатело“. Известни филми с нейно участие са „Крадецът“, „Повторният брак“, „Дяволската дузина“, „Няма да остареем заедно“, „Жена в сянка“ и други.

## Биография
Марлен Жобер е родена на 4 ноември 1940 г. в град Алжир, Френски Алжир в семейство на френски евреи. Семейството ѝ се мести във Франция, когато тя е на осем години. Марлен учи рисуване в Консерваторията на Дижон, а след това драматично изкуство във Висшата национална консерватория за драматично изкуство в Париж. По време на следването си работи като фотомодел, а също така взима участие като статист в различни филмови продукции.
Жобер е омъжена за шведския зъболекар Валтер Греен и е майка на френската актриса Ева Грийн.

## Кариера
През 1963 г. играе в различни театрални постановки, а през 1966 г. дебютира в киното във филма „Мъжко – женско“ на режисьора Жан-Люк Годар. Участва в множество френски продукции, в които си партнира със светила на световното кино като Жан Пол Белмондо, Чарлс Бронсън, Жан-Пиер Лео, Мишлин Прел и други.
Освен с филмовите си роли Марлен е известна и като писателка. Тя е автор и разказвач на/в множество (предимно детски) аудио книги.

## Избрана филмография
| Година | Филм                      | Оригинално заглавие                | Роля                | Режисьор          |
| ------ | ------------------------- | ---------------------------------- | ------------------- | ----------------- |
| 1966   | Мъжко – женско            | Masculin, féminin: 15 faits précis | Елизабет            | Жан-Люк Годар     |
| 1967   | Крадецът                  | Le Voleur                          | Бросали             | Луи Мал           |
| 1970   | Пътникът на дъжда         | Le Passager de la pluie            | Меланхоли (Мели) Мо | Рене Клеман       |
| 1970   | Последният известен адрес | Dernier domicile connu             | Жана Дюма           | Жозе Джовани      |
| 1971   | Повторният брак           | Les Mariés de l'an Deux            | Шарлота             | Жан-Пол Рапно     |
| 1971   | Дяволската дузина         | La Décade prodigieuse              | Елен ван Хорн       | Клод Шаброл       |
| 1972   | Няма да остареем заедно   | Nous ne vieillirons pas ensemble   | Катрин              | Морис Пиала       |
| 1974   | Жулиет и Жулиет           | Juliette et Juliette               | Жулиет Розенек      | Ремо Форлани      |
| 1975   | Луда за връзване          | Folle à tuer                       | Жули Беланже        | Ив Буасеи         |
| 1976   | Добри и зли               | Le Bon Et Les Mechants             | Лола                | Клод Льолуш       |
| 1979   | Играчката                 | Il giocattolo                      | Ада Барлета         | Джулиано Монталдо |
| 1979   | Война между полицаите     | La guerre des polices              | Мари Гарсен         | Робин Давис       |
| 1981   | Разголената любов         | L'amour nu                         | Клер                | Яник Белон        |
| 1983   | Взлом                     | Effraction                         | Кристин             | Даниел Дювал      |